# Fortín de la Ciudadela
Localizada al norte de la ciudad de Monterrey y defendida por ocho cañones y cerca de 500 soldados al mando del Coronel José López Uraga, en realidad La Ciudadela constituía los muros y pilares de la inconclusa "nueva Catedral" de Monterrey, obra del arquitecto Juan Crouset, quien comenzó su construcción en 1794 y unos años más tarde el proyecto fue cancelado y la edificación quedó en el abandono hasta que fue fortificada y amurallada por los ingenieros militares y se convirtió en un fuerte.
Pocas mujeres resaltaron durante el enfrentamiento, tal es el caso de María de Jesús Dosamantes quien tuvo una intervención destacada en contra de las tropas invasoras desde este sitio.
Después de cuatro días de sangrientos combates, de luchas en las calles y en las afueras de la ciudad, los comandantes de ambos ejércitos contendientes, el General Pedro Ampudia y el General Zachary Taylor, llegaron a un acuerdo para el cese de hostilidades, el primero ofreció capitular para mantener la integridad y el honor de su fuerza militar, Taylor demandó al principio una rendición simple, después concedió la capitulación solicitada. 
A las 10 de la mañana del 25 de septiembre de 1846 tropas pertenecientes a la segunda Brigada de Infantería estadounidense al mando del Coronel Persifor F. Smith se presentaron en la planicie que se extendía frente a La Ciudadela para tomar posesión del fuerte.
Formados a un lado del camino que conducía a la entrada principal, los soldados estadounidenses esperaron pacientemente la evacuación del cuartel mexicano, al mismo tiempo que del otro lado centenares de voluntarios del Regimiento de Texas se congregaron también para observar la ceremonia.
A la hora estipulada fuertes toques de clarines se escucharon del interior del fuerte y casi enseguida, en medio del estruendo de una salva de artillería de ocho cañones, el estandarte mexicano comenzó a ser arriado de La Ciudadela.
Marchando en perfecto orden las tropas del Coronel López Uraga abandonaron Ciudadela, y cuando cruzaron frente a las filas de los soldados estadounidenses que aguardaban afuera, sus oficiales desenvainaron sus espadas saludando con marcialidad y respeto a los mexicanos.
Parte de la estructura del fortín se localiza sobre la Avenida Juárez esquina con la calle Tapia, formando parte de la estructura del Teatro Municipal José Calderón ubicado en el centro de la Ciudad de Monterrey.
- Datos: Q5864278